# ماري بنسون
ماري بنسون (بالإنجليزية: Mary Benson) هي صحفية جنوب أفريقية، ولدت في 8 ديسمبر 1919 في بريتوريا في جنوب أفريقيا، وتوفيت في 20 يونيو 2000 في لندن في المملكة المتحدة.